# Danh sách cờ Trung Quốc
Đây là danh sách cờ của các thực thể có tên hoặc liên quan đến "Trung Quốc".

## Cộng hòa Nhân dân Trung Hoa

### Quốc kỳ
| Cờ | Niên đại                  | Sử dụng                     | Mô tả |
| -- | ------------------------- | --------------------------- | --- |
|    | 1 tháng 10 năm 1949 – nay | Cộng hòa Nhân dân Trung Hoa | Một nền màu đỏ, có một ngôi sao vàng lớn và bốn ngôi sao nhỏ hơn ở bên phải bao quanh góc khối bên trái. Lá cờ này được treo ở Trung Quốc đại lục, Hồng Kông và Ma Cao. |

### Cờ đặc khu hành chính
| Cờ | Niên đại                   | Sử dụng   | Mô tả |
| -- | -------------------------- | --------- | --- |
|    | 1 tháng 7 năm 1997 – nay   | Hồng Kông | Hoa Dương tử kinh năm cánh màu trắng trên nền đỏ với 1 ngôi sao trên mỗi cánh hoa. Tên tiếng Trung của hoa Dương tử kinh cũng thường được rút ngắn thành 紫荊/紫荆(洋 dương có nghĩa là "ngoại lai" trong tiếng Trung, và điều này có thể bị chính phủ CHND Trung Hoa cho là không phù hợp), mặc dù 紫荊/紫荆 đề cập đến một chi khác gọi là Chi Tử kinh. Một bức tượng của loài cây này đã được dựng lên tại Quảng trường Kim Tử Kinh ở Hồng Kông. |
|    | 20 tháng 12 năm 1999 – nay | Ma Cao    | Một bông hoa sen phía trên cây cầu cách điệu và mặt nước màu trắng, bên dưới vòng cung năm ngôi sao vàng năm cánh trên nền xanh. |

### Cờ quân sự
| Cờ | Niên đại       | Sử dụng                                                      | Mô tả |
| -- | -------------- | ------------------------------------------------------------ | --- |
|    | 1948–nay       | Quân đội Giải phóng Nhân dân Trung Quốc                      | Một nền màu đỏ với ngôi sao màu vàng ở tổng và các chữ số Trung Quốc "8" và "1", thành lập QĐGPNDTQ vào ngày 1 tháng 8 năm 1927. |
|    | 1992–nay       | Lục quân Quân Giải phóng Nhân dân Trung Quốc                 | Cờ QĐGPNDTQ có sọc xanh ở phía dưới.                                                                                             |
|    | thập niên 1950 | Cờ hàng hải của Hải quân Quân Giải phóng Nhân dân Trung Quốc | Lá cờ đỏ có biểu tượng QĐGPNDTQ và sọc xanh ở giữa.                                                                              |
|    | 1992–nay       | Hải quân Quân Giải phóng Nhân dân Trung Quốc                 | Cờ QĐGPNDTQ có 5 đường ngang, 3 đường xanh và 2 đường trắng ở dưới, tượng trưng cho biển.                                        |
|    | 1992–nay       | Không quân Quân Giải phóng Nhân dân Trung Quốc               | Cờ QĐGPNDTQ có sọc xanh ở phía dưới, tượng trưng cho bầu trời.                                                                   |
|    | 2016–nay       | Quân chủng Tên lửa Quân Giải phóng Nhân dân Trung Quốc       | Cờ QĐGPNDTQ có sọc vàng phía dưới tượng trưng cho ngọn lửa phóng tên lửa.                                                        |
|    | 2018–nay       | Lực lượng Cảnh sát Vũ trang Nhân dân Trung Quốc              | Cờ QĐGPNDTQ có ba thanh màu xanh lá cây ở phía dưới.                                                                             |

### Cờ dân sự
| Cờ | Niên đại           | Sử dụng                                        | Mô tả |
| -- | ------------------ | ---------------------------------------------- | --- |
|    | 1949–nay           | Đội Thiếu niên Tiên phong Trung Quốc           | Cờ đỏ ngôi sao năm cánh màu vàng và ngọn đuốc ở giữa. |
|    | 1922–nay           | Đoàn Thanh niên Cộng sản Trung Quốc            | Cờ đỏ có ngôi sao năm cánh màu vàng bao quanh. |
|    | thập niên 1950–nay | Hải quan Cộng hòa Nhân dân Trung Hoa           | Cây trượng có chìa khóa vàng được thêm vào quốc kỳ Cộng hòa Nhân dân Trung Hoa. |
|    | 2018–nay           | Sở cứu hỏa và cứu hộ Trung Quốc                | Cờ hai màu đỏ và xanh lam với huy hiệu của Sở cứu hỏa và cứu hộ Trung Quốc ở phía trên và dòng chữ song ngữ "Trung Quốc tiêu phòng cứu viện" ở phía dưới.                                                                |
|    | 2020–nay           | Cảnh sát Nhân dân Trung Quốc                   | Cờ đỏ sọc xanh ở dưới và phù hiệu Công an nhân dân của tổng. |
|    | ?–hiện tại         | Cục An toàn Hàng hải Trung Quốc                | |
|    | 2021–nay           | Cục quản lý xuất nhập cảnh quốc gia Trung Quốc | Cờ đỏ có logo của tổ chức và tường màu xanh. |
|    | 1945–1979          | Chính phủ tự trị Nội Mông                      | Ngôi sao năm cánh màu đỏ phía trên cuốc và cột ngựa bắt chéo nhau, tượng trưng cho sự đoàn kết của nông dân và người chăn nuôi ở Nội Mông để giành quyền tự chủ bình đẳng dưới sự lãnh đạo của Đảng Cộng sản Trung Quốc. |

### Cờ thành phố
| Cờ | Niên đại                             | Sử dụng         |
| -- | ------------------------------------ | --------------- |
|    | 1997                                 | Cờ Ninh Ba      |
|    | Tháng 6 năm 1988 – tháng 12 năm 1997 | Cờ Nam Kinh     |
|    | Tháng 3 năm 2006 – nay               | Cờ Khai Phong   |
|    | 2009 – nay                           | Cờ Thượng Nhiêu |

### Cờ chính trị
| Cờ | Niên đại  | Sử dụng                              | Mô tả                                             |
| -- | --------- | ------------------------------------ | ------------------------------------------------- |
|    | 1996–nay  | Đảng Cộng sản Trung Quốc             | Một lá cờ đỏ có biểu tượng Đảng màu vàng trên đó. |
|    | 1921–1996 | Đảng Cộng sản Trung Quốc             | Búa liềm cộng sản.                                |
|    | 1927–1964 | Hiệp hội Nông dân Trung Quốc         | Lê đầu kỳ                                         |
|    | 1925–1953 | Đảng vì lợi ích công cộng Trung Quốc | Cách điệu "tỉnh (井)" trong góc khối              |

#### Cờ của các nhóm chính trị và phong trào ly khai
| Cờ | Niên đại  | Sử dụng                                            | Mô tả |
| -- | --------- | -------------------------------------------------- | --- |
|    | 2008–2009 | Đảng Mao Trạch Đông Cộng sản chủ nghĩa Trung Quốc  | Lá cờ đỏ có chân dung Mao Trạch Đông thời trẻ ở phía trên bên trái.                                                                              |
|    | 1989      | Liên đoàn tự trị sinh viên Bắc Kinh                | Lá cờ do các sinh viên có mặt trong cuộc biểu tình tại Quảng trường Thiên An Môn năm 1989 tạo ra.                                                |
|    | 1997–nay  | Đảng Nhân dân Nội Mông Cổ                          | |
|    | 1959–nay  | Chính phủ lưu vong Tây Tạng                        | Giống như lá cờ trước đây của Tây Tạng. |
|    | 1933–nay  | Cờ Kokbayraq của phong trào độc lập Đông Turkestan | Lần đầu tiên được sử dụng làm cờ của Cộng hòa Hồi giáo Đông Turkestan (1933-1934). Hiện cũng được sử dụng bởi Chính phủ lưu vong Đông Turkistan. |
|    | 1988–nay  | Đảng Hồi giáo Turkistan                            | |

### Đề xuất quốc kỳ Cộng hòa Nhân dân Trung Hoa
Vào tháng 7 năm 1949, một cuộc thi được công bố về quốc kỳ của nước Cộng hòa Nhân dân Trung Hoa mới thành lập. Từ tổng số khoảng hơn 3.000 thiết kế được đề xuất, 38 thiết kế lọt vào vòng chung kết đã được chọn. Vào tháng 9, lá cờ hiện tại do Tăng Liên Tùng đệ trình đã chính thức được thông qua, loại bỏ búa liềm.

#### Đề xuất thay thế

Đề xuất ban đầu của Tăng Liên Tùng[20]
Đề xuất của Mao Trạch Đông tượng trưng cho sông Hoàng Hà[21]
Đề xuất 2 tượng trưng cho sông Hoàng Hà và sông Dương Tử
Đề xuất 3 tượng trưng cho sông Hoàng Hà, sông Dương Tử và sông Châu Giang
Đề xuất 4

#### Lựa chọn đề xuất

Thiết kế bởi Ngải Thanh
Thiết kế bởi Bao Khởi Quyền
Thiết kế bởi Trần Đa
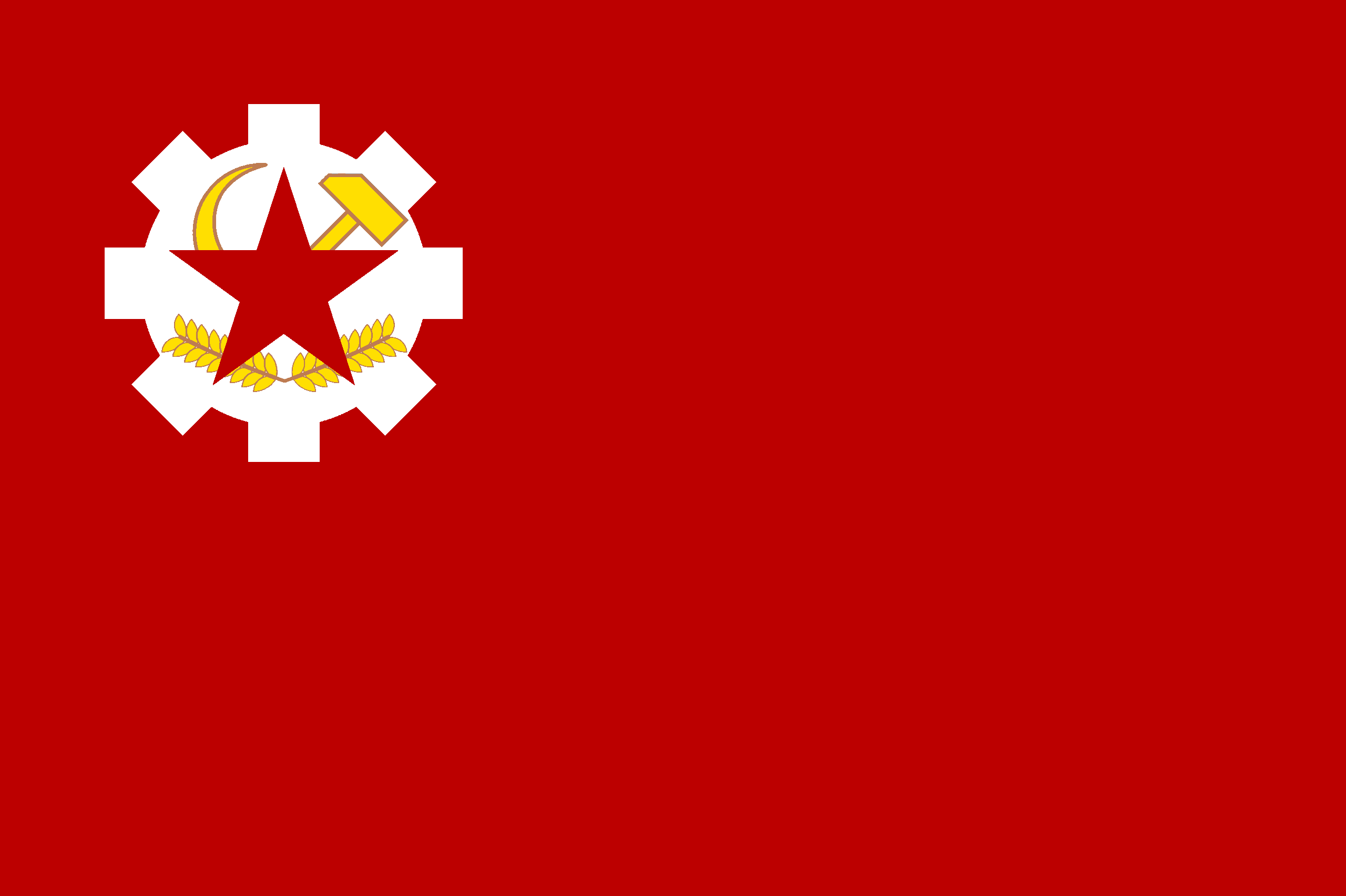
Thiết kế bởi Trần Lỗ
Thiết kế bởi Quách Mạt Nhược
Thiết kế bởi Quách Mạt Nhược
Thiết kế bởi Hồ Nguyên Khanh
Thiết kế bởi Khương Đại Trung
Thiết kế bởi Khang Kiện
Thiết kế bởi Lương Tòng Giới
Thiết kế bởi La Văn
Thiết kế bởi Mạc Hồng Xu
Thiết kế bởi Mạc Tông Giang
Thiết kế bởi Bàng Huân Cầm
Thiết kế bởi Ngô Ngọc Chương
Thiết kế bởi Ngô Ngọc Chương
Thiết kế bởi Tiêu Thục Phương
Thiết kế bởi Tiêu Thục Phương
Thiết kế bởi Tiêu Thục Hoa
Thiết kế bởi Tiêu Thục Hoa
Thiết kế bởi Nghiêm Tinh Hoa
Thiết kế bởi Dương Thái Dương
Thiết kế bởi Dương Thái Dương
Thiết kế bởi Dư Trác Sinh
Thiết kế bởi Trương Đinh và Chung Linh
Thiết kế bởi Trương Đinh và Chung Linh
Thiết kế bởi Trương Đinh và Chung Linh
Thiết kế bởi Trương Đinh và Chung Linh
Thiết kế bởi Trương Đinh và Chung Linh
Thiết kế bởi Trương Đinh, Chung Linh và Châu Quang Viễn
Thiết kế bởi Trương Đinh, Chung Linh và Châu Quang Viễn
Thiết kế bởi Trương Đinh, Chung Linh, Châu Quang Viễn và Tiêu Thục Hoa
Thiết kế bởi Chu Đức

### Cờ nhà
| Cờ | Niên đại  | Sử dụng                                   |
| -- | --------- | ----------------------------------------- |
|    | 1984–nay  | Cờ nhà của Tập đoàn Thương gia Trung Quốc |
|    | 1951–1984 | Cờ nhà của Tập đoàn Thương gia Trung Quốc |
|    | 1960–1993 | COSCO                                     |

### Cờ nhà nước xã hội chủ nghĩa trong lịch sử
| Cờ | Niên đại | Sử dụng                      | Mô tả |
| -- | -------- | ---------------------------- | --- |
|    | 1931–34  | Cộng hòa Xô viết Giang Tây   | Một ngôi sao màu đỏ và búa liềm cùng với hai chữ "Trung cộng" (中共) được viết theo kiểu cổ điển, tức là đọc từ bên phải. |
|    | 1931–34  | Cộng hòa Xô viết Trung Hoa   | Cờ đỏ với quốc huy ở trung tâm.                                                                                           |
|    | 1933–34  | Chính phủ Nhân dân Phúc Kiến | Một biểu tượng có hai màu nằm ngang gồm đỏ và xanh, có ngôi sao năm cánh màu vàng ở giữa.                                 |
|    | 1928–41  | Xô viết Quỳnh Hảizh          | |

#### Cờ quân sự trong lịch sử
| Cờ | Niên đại  | Sử dụng | Mô tả |
| -- | --------- | --- | --- |
|    | 1931      | Quân tình nguyện chống Nhật ở vùng Đông Bắc Trung Quốc                                                                                               | Cờ đỏ có dòng chữ "Đông Bâc nghĩa dũng quân" (東北義勇軍) và một ngôi sao. |
|    |           | Quân đoàn thứ ba của Quân đội cứu quốc chống Nhật của nhân dân Sơn Đông                                                                              | |
|    | 1927–1928 | Hồng quân công nông Trung Quốc | Tương tự như phiên bản năm 1928, nhưng phía bên trái ghi "工農革命軍" (Công nhân Cách mạng quân). Các sư đoàn được thêm vào, ví dụ "第二軍第一師" (Lục quân 2,Sư đoàn 1).                                                                   |
|    | 1928–1930 | Hồng quân công nông Trung Quốc | Bên trái ghi "中國工農紅軍" (Hồng quân công nông Trung Quốc). |
|    | 1930      | Hồng quân công nông Trung Quốc | Tương tự như phiên bản năm 1928, nhưng bên trái không có ký tự và phía trên ghi "全世界無產階級聯合起來" ("Vô sản toàn thế giới, đoàn kết lại!").                                                                                           |
|    | 1930–1931 | Hồng quân công nông Trung Quốc | Giống như phiên bản tháng 4 năm 1930 nhưng trên cùng có dòng chữ "全世界無產階級及被壓迫民族聯合起來" ("Vô sản và các dân tộc bị áp bức trên thế giới, đoàn kết lại!").                                                                     |
|    | 1931–1934 | Hồng quân công nông Trung Quốc | Tương tự như phiên bản năm 1934 nhưng có mặt bên trái màu trắng trống và viền màu xung quanh các cạnh (6 biến thể – đỏ cho bộ binh, vàng cho kỵ binh, đen cho pháo binh, trắng cho kỹ thuật, xanh dương cho hậu cần, xanh lá cây cho y tế). |
|    | 1934–1937 | Hồng quân công nông Trung Quốc | |
|    | 1937–1947 | Cờ của Bát lộ quân (Thập bát lộ quân) được sử dụng bởi lực lượng cộng sản trong Mặt trận Thống nhất thứ hai trong Chiến tranh Trung Nhật lần thứ hai | Cờ đơn vị Quốc dân Cách mệnh quân có dòng chữ "國民革命軍第十八集團軍" (Quốc dân Cách mệnh quân đệ thập bát tập đoàn quân) ở một bên. |

## Trung Hoa Dân Quốc

### Quốc kỳ
| Cờ | Niên đại                  | Sử dụng | Mô tả |
| -- | ------------------------- | --- | --- |
|    | 9 tháng 12 năm 1928 – nay | Trung Hoa Dân Quốc | Thường được gọi là "Đài Loan". Một nền màu đỏ, với một góc khối màu xanh lam chứa mặt trời trắng 12 tia. Lá cờ này bay qua Trung Quốc đại lục cho đến năm 1949 và hiện được treo trên đảo Đài Loan và các đảo khác dưới sự kiểm soát của THDQ. Lá cờ này đôi khi có thể được nhìn thấy ở Trung Quốc đại lục, để sử dụng trong lịch sử và không chính thức.                                                                                        |
|    | 1950–nay                  | Trung Hoa Dân Quốc (dọc) | Biểu ngữ dọc màu đỏ; ở góc khối, Bầu trời xanh với Mặt trời trắng hướng lên trên nền xanh. |
|    | 1940–1943                 | Cờ của chính phủ Quốc gia được tổ chức lại của Cộng hòa Trung Hoa.                                                                             | Được chính phủ bù nhìn Nhật Bản sử dụng cho đến năm 1943 khi cờ hiệu bị dỡ bỏ và cờ Trung Hoa Dân Quốc thông thường thay vào đó. Cờ hiệu có nội dung "Hòa bình, phản cộng, kiến quốc". |
|    | 1940–1943                 | Cờ của chính phủ Quốc gia được tổ chức lại của Cộng hòa Trung Hoa.                                                                             | Được chính phủ bù nhìn Nhật Bản sử dụng cho đến năm 1943 khi cờ hiệu bị dỡ bỏ và cờ Trung Hoa Dân Quốc thông thường thay vào đó. Cờ hiệu có dòng chữ "Hòa bình, phản cộng". |
|    | 1940–1943                 | Cờ của chính phủ Quốc gia được tổ chức lại của Cộng hòa Trung Hoa.                                                                             | Được chính phủ bù nhìn Nhật Bản sử dụng cho đến năm 1943 khi cờ hiệu bị dỡ bỏ và cờ Trung Hoa Dân Quốc thông thường thay vào đó. Cờ hiệu có dòng chữ "Hòa bình, kiến quốc". |
|    | 1912–1928                 | Quốc kỳ đầu tiên của Trung Hoa Dân Quốc, hay "cờ năm màu"                                                                                      | Nó đã được bay rộng rãi ngay cả trước Cộng hòa Trung Hoa ở Thượng Hải và các vùng phía đông phía bắc Trung Quốc cho đến năm 1928. Biểu tượng sọc: màu đỏ cho người Hán, màu vàng cho người Mãn, màu xanh cho người Mông Cổ, màu trắng cho người Hồi và màu đen cho người Tây Tạng. Sau này được sử dụng bởi các quốc gia bù nhìn của Nhật Bản thuộc chính phủ bù nhìn của Chính phủ tự trị Chống cộng Đông Hà Bắc, Chính phủ lâm thời Trung Quốc. |
|    | 1938–1940                 | Chính phủ Duy tân Trung Hoa Dân Quốc | |
|    | 1916                      | Đế quốc Trung Hoa. | Phiên bản có hình chữ thập màu đỏ được sử dụng phổ biến hơn phiên bản có chữ thập màu đỏ ở giữa. |
|    | 1916                      | Biến thể của Đế quốc Trung Hoa. | |
|    | 1911–1912                 | Được sử dụng trong cuộc cách mạng năm 1911, trên thực tế là Tứ Xuyên độc lập.zh                                                                | |
|    | 1911–1912                 | Cờ Bát quái được sử dụng trong cuộc cách mạng năm 1911, trên thực tế là Chính quyền quân sự tỉnh Sơn Tây độc lập, zh do Diêm Tích Sơn lãnh đạo | |

### Cờ hiệu

#### Nguyên thủ quốc gia
| Cờ | Niên đại  | Sử dụng                                                      |
| -- | --------- | ------------------------------------------------------------ |
|    | 1988–nay  | Cờ hiệu của tổng thống Trung Hoa Dân Quốc                    |
|    | 1929–1988 | Cờ hiệu cũ của tổng thống Trung Hoa Dân Quốc                 |
|    | 1927–1928 | Cờ của Tổng tư lệnh Trung Hoa Dân Quốc (chính phủ Bắc Dương) |

#### Phó Tổng thống
| Cờ | Niên đại  | Sử dụng                                       | Mô tả                                                                              |
| -- | --------- | --------------------------------------------- | ---------------------------------------------------------------------------------- |
|    | 1947–1986 | Cờ hiệu của Phó Tổng thống Trung Hoa Dân Quốc | Bãi bỏ theo Hải quân kỳ chương điều lệ (海軍旗章條例) vào ngày 3 tháng 1 năm 1986. |

#### Các quan chức điều hành cấp cao khác
| Cờ | Niên đại  | Sử dụng                                                             |
| -- | --------- | ------------------------------------------------------------------- |
|    | 1929–2003 | Một lá cờ chung cho tất cả các quan chức điều hành cấp cao của THDQ |

### Cờ quân sự
| Cờ | Niên đại  | Sử dụng                                                                         |
| -- | --------- | ------------------------------------------------------------------------------- |
|    | 1986–nay  | Bộ Quốc phòng (Trung Hoa Dân Quốc) (Quốc quân Trung Hoa Dân Quốc)               |
|    | 1986–nay  | Tổng tham mưu trưởng Quân đội Trung Hoa Dân quốc (Quốc quân Trung Hoa Dân Quốc) |
|    | 1924–nay  | Quân cảnh Trung Hoa Dân Quốc                                                    |
|    | 1945–nay  | Lực lượng Dự bị Vũ trang Trung Hoa Dân Quốc                                     |
|    | 1946–2012 | Bộ Tư lệnh Hậu cần Liên hợp Trung Hoa Dân Quốc                                  |
|    | 1945–1992 | Bộ Tư lệnh đồn trú Đài Loan                                                     |

#### Lục quân
| Cờ | Niên đại  | Sử dụng                                                            | Mô tả |
| -- | --------- | ------------------------------------------------------------------ | --- |
|    | 1924–nay  | Lục quân Trung Hoa Dân Quốc (trước đây là Quốc dân Cách mệnh Quân) | Thanh thiên bạch nhật với viền đỏ.                                                                                                  |
|    |           | Bộ tư lệnh quân đội                                                | |
|    |           | Đại tướng                                                          | |
|    |           | Thượng tướng                                                       | |
|    |           | Trung tướng                                                        | |
|    |           | Thiếu tướng                                                        | |
|    |           | Thượng tá                                                          | |
|    | 1911–1928 | Khởi nghĩa Vũ Xương; cờ lục quân Trung Hoa Dân Quốc                | Biểu ngữ của khởi nghĩa Vũ Xương ngày 10 tháng 10 năm 1911, sau đó được sử dụng làm cờ của quân đội Trung Hoa Dân Quốc, k. 1913–28. |

#### Hải quân
| Cờ               | Niên đại  | Sử dụng                                                     | Mô tả |
| ---------------- | --------- | ----------------------------------------------------------- | --- |
| Cờ hiệu hải quân |           |                                                             | |
|                  | 1912–nay  | Hải quân Trung Hoa Dân Quốc                                 | |
|                  | 1942–1945 | Chính phủ Quốc gia được tổ chức lại của Trung Hoa Dân Quốc. | Được sử dụng bởi chính phủ bù nhìn của đế quốc Nhật Bản từ ngày 1 tháng 5 năm 1942 cho đến khi kết thúc chế độ.           |
|                  | 1911      | Cờ hiệu Hải quân đầu tiên của Trung Hoa Dân Quốc            | |
| Cờ hàng hải      |           |                                                             | |
|                  | 1928–nay  | Pháo hạm của Hải quân Trung Hoa Dân Quốc                    | Giống hệt với cờ Quốc Dân Đảng (xem bên dưới).                                                                            |
|                  | 1940–1945 | Chính phủ Quốc gia Trung Hoa Dân Quốc được tổ chức lại      | Được chính phủ bù nhìn của đế quốc Nhật Bản sử dụng từ năm 1940 cho đến khi kết thúc chế độ. Cờ hiệu ghi "Quốc Dân Đảng". |
|                  | 1912–1928 | Cờ pháo hạm của Hải quân Trung Hoa Dân Quốc                 | |
| Cờ cấp bậc       |           |                                                             | |
|                  |           | Tổng tư lệnh Hải quân                                       | |
|                  | 1912–     | Đô đốc cao cấp                                              | |
|                  | 1912–     | Đô đốc                                                      | |
|                  | 1912–     | Phó đô đốc                                                  | |
|                  | 1912–     | Chuẩn đô đốc                                                | |
|                  |           | Thuyền trưởng                                               | |
|                  | 1912–     | Tương Lam kỳ của bát kỳ                                     | |
|                  | 1924–     | Thủ lĩnh Hạm đội Chiến đấu                                  | |
|                  | 1962–     | Cờ hiệu điều hướng tàu chiến                                | |
|                  | 1924–     | Cờ hiệu hoa hồng                                            | |
|                  | 1912–     | Cờ hiệu nhiệm vụ                                            | |
|                  | 1986–     | Đơn vị Hải quân Trung Hoa Dân Quốc                          | |

#### Không quân
| Cờ | Niên đại  | Sử dụng                                 |  |
| -- | --------- | --------------------------------------- |  |
|    | 1981–nay  | Không quân Trung Hoa Dân Quốc           |  |
|    | 1948–1981 | Cờ cũ của Không quân Trung Hoa Dân Quốc |  |
|    | 1937–1948 | Cờ cũ của Không quân Trung Hoa Dân Quốc |  |
|    |           | Cờ của Tướng Tư lệnh Không quân         |  |
|    |           | Đại tướng                               |  |
|    |           | Thượng tướng                            |  |
|    |           | Trung tướng                             |  |
|    |           | Thiếu tướng                             |  |
|    |           | Thượng tá                               |  |
|    | 1986–nay  | Mô hình cờ đơn vị không quân            |  |
|    | 1981–1986 | Mô hình cờ đơn vị không quân            |  |
|    | 1962–1981 | Mô hình cờ đơn vị không quân            |  |
|    | 1958–1962 | Mô hình cờ đơn vị không quân            |  |
|    | 1948–1958 | Mô hình cờ đơn vị không quân            |  |

#### Thủy quân lục chiến
| Cờ | Niên đại | Sử dụng                                       | Mô tả               |
| -- | -------- | --------------------------------------------- | ------------------- |
|    |          | Thủy quân Lục chiến Trung Hoa Dân Quốc        |                     |
|    |          | Thượng tướng                                  |                     |
|    |          | Trung tướng                                   |                     |
|    |          | Thiếu tướng                                   |                     |
|    |          | Thượng tá                                     |                     |
|    |          | Đơn vị Thủy quân lục chiến Trung Hoa Dân Quốc | Sử dụng từ năm 1986 |

#### Bộ chỉ huy hậu cần tổng hợp
| Cờ | Niên đại  | Sử dụng                                      |
| -- | --------- | -------------------------------------------- |
|    | 1973–2012 | Lực lượng Dịch vụ Hỗn hợp Trung Hoa Dân Quốc |
|    | 1964–1979 | Lực lượng Dịch vụ Hỗn hợp Trung Hoa Dân Quốc |
|    | 1960–1964 | Lực lượng Dịch vụ Hỗn hợp Trung Hoa Dân Quốc |
|    | 1958–1960 | Lực lượng Dịch vụ Hỗn hợp Trung Hoa Dân Quốc |
|    | 1956–1958 | Lực lượng Dịch vụ Hỗn hợp Trung Hoa Dân Quốc |
|    | 1952–1956 | Lực lượng Dịch vụ Hỗn hợp Trung Hoa Dân Quốc |

#### Đại học Quốc phòng
| Lá cờ | Khoảng thời gian | Sử dụng                                                              | Sự miêu tả |
| ----- | ---------------- | -------------------------------------------------------------------- | ---------- |
|       | 2014–nay         | Biểu ngữ Trường Cao đẳng Quân sự, Đại học Quốc phòng                 |            |
|       | 2014–nay         | Biểu ngữ Trường Cao đẳng Chỉ huy Tham mưu Quân sự Đại học Quốc phòng |            |
|       | 2014–nay         | Cờ trường Cao đẳng Chỉ huy và Tham mưu Hải quân                      |            |
|       | 2014–nay         | Cờ trường Cao đẳng Tham mưu và Chỉ huy Không quân                    |            |
|       | 2014–nay         | Cờ Trung tâm Y tế Quốc phòng                                         |            |
|       | 2014–nay         | Cờ của trường Cao đẳng Fu Hsing Kang                                 |            |
|       | 2014–nay         | Cờ của Viện Công nghệ Chung Cheng                                    |            |
|       | 2014–nay         | Cờ của Trường Cao đẳng Quản lý Đại học Quốc phòng                    |            |
|       | 2000-2014        | Cờ cũ của Trường Cao đẳng Quân sự, Đại học Quốc phòng                |            |
|       | 1968-2000        | Cờ cũ của Đại học Quốc phòng                                         |            |

### Cục Cảnh sát biển
| Lá cờ | Khoảng thời gian | Sử dụng                                                      | Sự miêu tả |
| ----- | ---------------- | ------------------------------------------------------------ | ---------- |
|       | 2000–nay         | Cờ của Cục Cảnh sát biển Trung Hoa Dân Quốc                  |            |
|       | 2000–nay         | Cờ của Bộ trưởng Bộ Cảnh sát biển nước Cộng hòa Trung Hoa    |            |
|       | 2000–nay         | Cờ của Giám đốc Cảnh sát biển nước Cộng hòa Trung Hoa        |            |
|       | 2000–nay         | Cờ của Tư lệnh Cảnh sát biển Nam Sa của Cộng hòa Trung Hoa   |            |
|       | 2000–nay         | Cờ của Tổng cục trưởng Cảnh sát biển nước Cộng hòa Trung Hoa |            |
|       | 2000–nay         | Cờ của Đơn vị Cảnh sát biển Trung Hoa Dân Quốc               |            |
|       | 1925–1928        | Cờ hiệu phòng thủ bờ biển của Trung Hoa Dân Quốc             |            |

### Cảnh sát
| Lá cờ | Khoảng thời gian | Sử dụng                                        | Sự miêu tả                                                                      |
| ----- | ---------------- | ---------------------------------------------- | ------------------------------------------------------------------------------- |
|       | 1974–nay         | Cờ của cảnh sát Trung Hoa Dân Quốc             |                                                                                 |
|       | 1947–1974        | Cờ của cảnh sát Trung Hoa Dân Quốc             | Lá cờ của Trung Hoa Dân Quốc bị làm xấu mặt với hình chim bồ câu vàng đang bay. |
|       | 1932–1947        | Cờ của cảnh sát Trung Hoa Dân Quốc.            |                                                                                 |
|       | 1912–1928        | Cờ của cảnh sát Trung Hoa Dân Quốc             |                                                                                 |
|       | 1974–nay         | Cờ của Cơ quan Cảnh sát Quốc gia               |                                                                                 |
|       | 1974–nay         | Cờ của Trường Đại học Cảnh sát Trung ương      |                                                                                 |
|       | 1974–nay         | Cờ của Cảnh sát tình nguyện Trung Hoa Dân Quốc |                                                                                 |
|       | 1974–nay         | Cờ của Tổng Giám đốc Cảnh sát ROC              |                                                                                 |
|       | 1974–nay         | Cờ Ủy viên đô thị trực tiếp của Cảnh sát ROC   |                                                                                 |
|       | 1932–1949        | Cờ của Cảnh sát tình nguyện Trung Hoa Dân Quốc |                                                                                 |

#### Cảnh sát nước
| Lá cờ | Khoảng thời gian | Sử dụng                              | Sự miêu tả |
| ----- | ---------------- | ------------------------------------ | ---------- |
|       | 1928–1949        | Cờ hiệu của Cảnh sát nước Trung Quốc |            |
|       | 1912–1928        | Cờ hiệu của Cảnh sát nước Trung Quốc |            |

### Dịch vụ chữa cháy
| Lá cờ | Khoảng thời gian | Sử dụng                                           | Sự miêu tả |
| ----- | ---------------- | ------------------------------------------------- | ---------- |
|       | 1996–nay         | Cờ của lực lượng chữa cháy của Trung Hoa Dân Quốc |            |
|       | 1996–nay         | Cờ đơn vị chữa cháy                               |            |

### Cứu hộ hàng không
| Lá cờ | Khoảng thời gian | Sử dụng                      | Sự miêu tả |
| ----- | ---------------- | ---------------------------- | ---------- |
|       | 2005–nay         | Cờ của Quân đoàn Dù Quốc gia |            |

### Bộ
| Lá cờ | Khoảng thời gian | Sử dụng                      | Sự miêu tả |
| ----- | ---------------- | ---------------------------- | --- |
|       |                  | Cờ của Cục Quản lý Thể thao  | |
|       |                  | Cờ của Bộ Giao thông Vận tải | |
|       |                  | Cờ của Bộ Giáo dục           | |
|       | 2014–nay         | Cờ của Bộ Tài chính          | |
|       | 1950–2014        | Cờ của Bộ Tài chính          | Trước đây được sử dụng làm cờ của Tổng Thanh tra Hải quan trong thời gian 1929–50. Nền màu xanh lá cây với màu vàng muối được xếp chồng lên bởi lá cờ "Bầu trời xanh với mặt trời trắng". |
|       |                  | Cờ của Bộ Y tế và Phúc lợi   | |

### Hội đồng
| Lá cờ | Khoảng thời gian | Sử dụng                                      | Sự miêu tả |
| ----- | ---------------- | -------------------------------------------- | ---------- |
|       |                  | Cờ của Hội đồng Năng lượng nguyên tử         |            |
|       |                  | Cờ của Hội đồng Cựu chiến binh               |            |
|       |                  | Cờ của Hội đồng Công tác Cộng đồng hải ngoại |            |
|       |                  | Cờ của Ủy ban Truyền thông Quốc gia          |            |
|       |                  | Cờ của Hội đồng Phát triển Quốc gia          |            |

### Hãng
| Lá cờ | Khoảng thời gian | Sử dụng                                                                                  | Sự miêu tả |
| ----- | ---------------- | ---------------------------------------------------------------------------------------- | ---------- |
|       |                  | Cờ của Cục Đường cao tốc Quốc gia Khu vực Đài Loan của Cộng hòa Trung Hoa                |            |
|       |                  | Cờ của Cục Hàng không Dân dụng Cộng hòa Trung Hoa                                        |            |
|       |                  | Cờ của Cục Đường sắt cao tốc Cộng hòa Trung Hoa                                          |            |
|       |                  | Cờ của Cục Kỹ thuật Đường cao tốc Quốc gia Khu vực Đài Loan, Bộ GTVT, Cộng hòa Trung Hoa |            |
|       |                  | Cờ của Viện Giao thông Vận tải Cộng hòa Trung Hoa                                        |            |
|       | 2014–nay         | Cờ của Cục Hàng hải và Cảng của Cộng hòa Trung Hoa                                       |            |
|       | 2007–nay         | Cờ của Cơ quan Di trú Quốc gia Cộng hòa Trung Hoa                                        |            |

### Cờ hiệu dân sự và thương mại
| Lá cờ | Khoảng thời gian   | Sử dụng                                                 | Sự miêu tả |
| ----- | ------------------ | ------------------------------------------------------- | --- |
|       | 1929–1966          | Cờ hiệu dân sự của Trung Hoa Dân Quốc                   | Bốn sọc răng cưa màu vàng được thêm vào quốc kỳ của Trung Hoa Dân Quốc để sử dụng làm cờ hiệu dân sự trên biển. Cờ dân sự hiện nay là quốc kỳ . |
|       | 1935 – khoảng 1949 | Cờ hiệu của tàu tuần tra và điều tra nghề cá Trung Quốc | |

### Cờ bưu chính
| Lá cờ | Khoảng thời gian | Sử dụng                                   | Sự miêu tả |
| ----- | ---------------- | ----------------------------------------- | --- |
|       | 1935–            | Cờ hiệu Bưu chính nước Cộng hòa Trung Hoa | |
|       | 1929–1935        | Cờ hiệu bưu chính của Trung Quốc          | "Bầu trời xanh với mặt trời trắng" được đặt ở bang.                                                                      |
|       | 1919–1929        | Cờ hiệu bưu chính của Trung Quốc          | Cờ trắng với lá cờ ngũ sắc ở bang, dòng chữ song ngữ "Bài đăng" ở phần dưới của tời và một con ngỗng xám ở nửa phần bay. |

### Cục Hải quan Hàng hải Trung Quốc
| Lá cờ | Khoảng thời gian                                   | Sử dụng                                                                                           | Sự miêu tả                                                                                             |
| ----- | -------------------------------------------------- | ------------------------------------------------------------------------------------------------- | --- |
|       | 1977–nay                                           | Cờ hải quan                                                                                       | |
|       | 1977–nay                                           | Cờ của Tổng cục trưởng Hải quan                                                                   | |
|       | 1929–1950                                          | Cờ của Tổng Thanh tra, 1929–1950 và vẫn được Bộ trưởng Bộ Tài chính THDQ sử dụng cho đến năm 2014 | Nền màu xanh lá cây với màu vàng muối được xếp chồng lên bởi lá cờ "Bầu trời xanh với mặt trời trắng". |
|       | 1931–1950 (Được sử dụng trên tàu cho đến năm 1976) | Cờ hiệu của Hải quan Trung Quốc (Chính phủ Nam Kinh)                                              | |
|       | 1929–1931                                          | Cờ hiệu của Hải quan Trung Quốc (Chính phủ Nam Kinh)                                              | |
|       | 1911–1928                                          | Cờ hiệu của Hải quan Trung Quốc (Chính phủ Bắc Dương)                                             | |

### Quản lý muối
| Lá cờ | Khoảng thời gian | Sử dụng                                 | Sự miêu tả |
| ----- | ---------------- | --------------------------------------- | ---------- |
|       | 1929–1949        | Cờ hiệu của Cục quản lý muối Trung Quốc |            |
|       | 1912–1929        | Cờ hiệu của Cục quản lý muối Trung Quốc |            |

### Cờ hiệu câu lạc bộ du thuyền
| Lá cờ | Khoảng thời gian | Sử dụng                                             | Sự miêu tả |
| ----- | ---------------- | --------------------------------------------------- | --- |
|       | 1966–nay         | Cờ hiệu Câu lạc bộ Du thuyền của Cộng hòa Trung Hoa | Bốn sọc răng cưa màu vàng được thêm vào quốc kỳ của Trung Hoa Dân Quốc để sử dụng làm cờ hiệu của câu lạc bộ du thuyền. Trước đây được sử dụng làm cờ hiệu dân sự trong giai đoạn 1928–66. |
|       | 1966–nay         | Câu lạc bộ du thuyền Burgee của Trung Hoa Dân Quốc  | Bầu trời xanh với Mặt trời trắng ở dạng hình trộm (cờ hiệu). |

### Cờ thể thao
| Lá cờ | Khoảng thời gian | Sử dụng                                                                           | Sự miêu tả                                                                                           |
| ----- | ---------------- | --------------------------------------------------------------------------------- | --- |
|       | 1979–            | Cờ Olympic Đài Bắc Trung Quốc                                                     | ROC được công nhận là " Đài Bắc Trung Hoa " trong Thế vận hội do tình trạng chính trị của Đài Loan . |
|       | 2019–            | Cờ của Đài Bắc Trung Hoa được sử dụng trong Thế vận hội dành cho người khuyết tật | |
|       |                  | Cờ của Đài Bắc Trung Hoa được sử dụng trong Deaflympic                            | |
|       |                  | Cờ của Đài Bắc Trung Hoa được sử dụng trong Đại học                               | |
|       |                  | Cờ bóng chuyền Đài Bắc Trung Hoa                                                  | |
|       |                  | Cờ thể thao điện tử Đài Bắc Trung Quốc                                            | Được sử dụng trong các cuộc thi thể thao điện tử do Blizzard Entertainment tổ chức .                 |
|       | 2004–2019        | Cờ Paralympic Đài Bắc Trung Hoa                                                   | |
|       | trước năm 2004   | Cờ Paralympic Đài Bắc Trung Hoa                                                   | |
|       |                  | Cờ bóng đá Đài Bắc Trung Hoa cũ                                                   | |

### Cờ thành phố và quận
Kể từ ngày 18 tháng 11 năm 1997, Chính phủ Trung Quốc đã cấm các địa phương làm và sử dụng cờ và biểu tượng địa phương.  Bất chấp lệnh cấm, một số thành phố đã sử dụng lá cờ riêng của họ thường bao gồm biểu tượng địa phương của họ như hình dưới đây. Các khu vực do ROC kiểm soát tiếp tục sử dụng các lá cờ tương ứng.

### Tỉnh
Phần đất liền do CHND Trung Hoa kiểm soát không có cờ cấp tỉnh, nhưng khu vực do THDQ kiểm soát có cờ của một trong hai tỉnh của mình.
| Lá cờ | Khoảng thời gian | Sử dụng       | Sự miêu tả |
| ----- | ---------------- | ------------- | ---------- |
|       |                  | Tỉnh Đài Loan |            |

| Lá cờ | Phân khu hành chính | Con nuôi             | Sự miêu tả | |
| ----- | ------------------- | -------------------- | ---------- | --- |
|       |                     | thành phố Kaohsiung  | 2010–nay   | Cách điệu "高". Màu sắc tượng trưng cho ánh nắng mặt trời, sức sống, bảo vệ môi trường và đại dương. |
|       |                     | thành phố New Taipei | 2010–nay   | Chữ "北" cách điệu ở dạng bốn trái tim được sắp xếp giống như cỏ bốn lá.                             |
|       |                     | thành phố Taichung   | 2008–nay   | |
|       |                     | Thành phố Đài Nam    | 2010–nay   | |
|       |                     | thành phố Đài Bắc    | 2010–nay   | |
|       |                     | Thành phố Đào Viên   | 2014–nay   | |
|       |                     | Thành phố Gia Nghĩa  |            | |
|       |                     | Thành phố Tân Trúc   |            | |
|       |                     | Thành phố Cơ Long    |            | |
|       |                     | huyện chương hóa     |            | |
|       |                     | huyện Gia Nghĩa      |            | |
|       |                     | huyện Tân Trúc       |            | |
|       |                     | huyện Hoa Liên       |            | |
|       |                     | huyện Kim Môn        |            | |
|       |                     | huyện Liên Giang     |            | |
|       |                     | huyện Miêu Lật       |            | |
|       |                     | huyện Nam Đầu        |            | |
|       |                     | huyện Bành Hồ        |            | |
|       |                     | huyện Bình Đông      |            | |
|       |                     | huyện Đài Đông       |            | |
|       |                     | huyện Nghi Lan       |            | |
|       |                     | huyện Vân Lâm        |            | |

#### Lịch sử
| Lá cờ | Khoảng thời gian    | Sử dụng                            | Sự miêu tả |
| ----- | ------------------- | ---------------------------------- | --- |
|       | 1922–1949           | Cờ Côn Minh                        | Lá cờ có biểu tượng của thành phố trước đây bao gồm hai vòng tròn màu đỏ giao nhau tượng trưng cho sự hài hòa của mặt trời và mặt trăng, cũng như các ý tưởng phương Tây và phương Đông. Ở giữa là biểu tượng cách điệu màu vàng của ký tự市. |
|       | 1981–2010           | Lá cờ cũ của thành phố Đài Bắc     | Lá cờ trước đây được Thành phố Đài Bắc sử dụng, có con dấu phía trên có 16 sọc ngang màu trắng và xanh. |
|       | 1999–2006           | Lá cờ cũ của thành phố Tân Đài Bắc | |
|       | Những năm 1980–1999 | Lá cờ cũ của thành phố Tân Đài Bắc | |
|       | 2006–2010           | Lá cờ cũ của thành phố Tân Đài Bắc | |
|       | ?–2010 2018–2019    | Cờ cũ của huyện Tân Trúc           | |
|       | 2010–2018           | Cờ cũ của huyện Tân Trúc           | |
|       | 1951–2010           | Cờ cũ của huyện Đài Trung          | |
|       | 1978–2010           | Cờ cũ của thành phố Đài Nam        | |
|       | ?–2010              | Cờ cũ của huyện Đài Nam            | |
|       | 1974–2009           | Cờ cũ của thành phố Cao Hùng       | |
|       | ?–1999              | Cờ cũ của huyện Cao Hùng           | |
|       | 1999–2010           | Cờ cũ của huyện Cao Hùng           | |
|       | 1984–2014           | Cờ cũ của huyện Đài Đông           | |

### Cờ trường đại học
| Lá cờ | Khoảng thời gian    | Sử dụng                              | Sự miêu tả |
| ----- | ------------------- | ------------------------------------ | ---------- |
|       | Những năm 1910-?    | Cờ của Đại học Trung Quốc            |            |
|       | Những năm 1928–2010 | Cờ của Đại học Giao thông Thượng Hải |            |

### Cờ chính trị
| Lá cờ                | Khoảng thời gian   | Sử dụng                                                                                     | Sự miêu tả                                                                |
| -------------------- | ------------------ | ------------------------------------------------------------------------------------------- | ------------------------------------------------------------------------- |
| hiện hành            |                    |                                                                                             |                                                                           |
| Liên kết đến tập tin | 2017–nay           | Cờ của Đảng Cộng sản Nhân dân Đài Loan                                                      |                                                                           |
|                      | 2007–nay           | Cờ của Chính phủ Dân sự Đài Loan zh                                                         |                                                                           |
|                      | 2006–nay           | Cờ của Đảng Khách Gia                                                                       |                                                                           |
|                      | 2006–nay           | Lá cờ của Nhà nước có chủ quyền cho Đảng Formosa & Pescadores zh                            |                                                                           |
| Liên kết đến tập tin | 2005–nay           | Cờ của Liên minh độc lập Đài Loan zh                                                        |                                                                           |
| Liên kết đến tập tin | 2004–nay           | Cờ Liên đoàn Đoàn kết Phi đảng phái                                                         |                                                                           |
|                      | 2003–nay           | Cờ của Đảng Lao động Đài Loan zh                                                            |                                                                           |
|                      | 2000–nay           | Cờ của Đảng Nhân dân Đầu tiên                                                               |                                                                           |
|                      | 1993–nay           | Cờ của Đảng Mới                                                                             |                                                                           |
|                      | Thập niên 2010–nay | Cờ của Hiệp hội Liên minh Yêu nước                                                          |                                                                           |
|                      | 1993–nay           | Cờ của Hiệp hội Liên minh Yêu nước                                                          |                                                                           |
|                      | 1989–nay           | Cờ của Đảng Lao động                                                                        | Cờ đỏ cọc xanh đảo ngược sao vàng                                         |
| Liên kết đến tập tin | 1989–nay           | Cờ của Đảng Nhân dân Trung Quốc                                                             |                                                                           |
| Liên kết đến tập tin | 1986–nay           | Cờ của Đảng Dân chủ Tiến bộ                                                                 |                                                                           |
|                      | ?-hiện tại         | Cờ của phường Đảng Dân chủ Tiến bộ trên Quần đảo Matsu                                      |                                                                           |
|                      | 1970–nay           | Lá cờ của Thế giới Đoàn kết vì Độc lập                                                      |                                                                           |
|                      | 1923–nay           | Cờ của Đảng Thanh niên Trung Quốc                                                           |                                                                           |
|                      | 1921–1949          | Cờ của Đảng Cộng sản Trung Quốc                                                             | Búa liềm cộng sản. Được sử dụng bởi CPC trong thời kỳ Trung Hoa Dân Quốc. |
|                      | 1895–nay           | Cờ của Quốc Dân Đảng                                                                        | Bầu trời xanh với mặt trời trắng                                          |
| trước                |                    |                                                                                             |                                                                           |
|                      | 2018–2020          | Cờ của Liên minh Đảng Quốc hội                                                              |                                                                           |
|                      | 2014–2020          | Cờ của Liên minh quân nhân, quan chức và giáo viên zh                                       |                                                                           |
|                      | 2007–2019          | Cờ của Đảng tại gia                                                                         |                                                                           |
|                      | 2018–2019          | Cờ của Chính phủ Quân đội Đài Loan (Junta), một chính phủ tự xưng do Gao Anguo lãnh đạo. zh |                                                                           |
|                      | 2015–2019          | Cờ của Minkuotang                                                                           |                                                                           |
|                      | 2009–2020          | Cờ của Đảng Cộng sản Dân chủ Đài Loan                                                       |                                                                           |
| Liên kết đến tập tin | 2007–2019          | Cờ của Đảng Nông dân Đài Loan                                                               |                                                                           |
| Liên kết đến tập tin | 1996–2020          | Cờ của Đảng Độc lập Đài Loan                                                                |                                                                           |
| Liên kết đến tập tin | 1994–2020          | Cờ của Đảng Cộng sản Đài Loan                                                               |                                                                           |
|                      | 1991–2020          | Cờ của Đảng Dân chủ Xã hội Trung Quốc zh                                                    |                                                                           |
|                      | 1946–2020          | Cờ Đảng Xã hội Dân chủ Trung Quốc                                                           | Chữ "井" cách điệu ở giữa                                                 |
|                      | 1933–1934          | Cờ của Đảng Nhân dân Năng suất                                                              |                                                                           |
|                      | 1929–1931          | Cờ của Đảng Nhân dân Đài Loan (Hoạt động ở Đài Loan thuộc Nhật Bản )                        |                                                                           |
|                      | 1929               | Cờ của Đảng Nhân dân Đài Loan (Hoạt động ở Đài Loan thuộc Nhật Bản )                        | Ảnh hưởng:                                                                |
|                      | 1925–?             | Cờ của Hiệp hội Nông dân Quảng Đông                                                         | Quốc kỳ Trung Quốc có hình cày vàng tung bay.                             |
|                      | 1925–1946          | Cờ của Đảng Nhân dân Cách mạng Nội Mông                                                     |                                                                           |
|                      | 1911–?             | Cờ của Đảng Bảo hoàng                                                                       | Quốc kỳ (1889–1912)                                                       |
|                      | thế kỷ 19-20       | Cờ của Hội Cát Vàng                                                                         | Cờ vàng đặc                                                               |

### Cờ văn hóa
| Lá cờ | Khoảng thời gian | Sử dụng                                               | Sự miêu tả |
| ----- | ---------------- | ----------------------------------------------------- | --- |
|       | 2018–nay         | Cờ của người Tao                                      | Lá cờ trắng có biểu tượng "mắt thuyền" truyền thống và các đồ trang trí hình tam giác truyền thống ở mặt trên và mặt dưới.                                                                                             |
|       | 2017–nay         | Cờ của người Rukai                                    | "Cờ hoa huệ" gồm có ba màu: đỏ, vàng và xanh lục, tượng trưng cho hy vọng, tình yêu và hòa bình. Hoa huệ và lông đại bàng tượng trưng cho sự thuần khiết và công bằng của bộ tộc Rukai, được thiết kế bởi Jin Shaohua. |
|       | 2017–nay         | Cờ của người dân bản địa Đài Loan ở Đài Trung         | |
|       | 2016–nay         | "Quốc kỳ" của người Amis trong Lễ hội âm nhạc Amis.   | |
|       | ?-hiện tại       | Cờ của người Amis ở Đài Đông (bộ tộc Falangaw zh )    | |
|       | 1984–1998        | Lá cờ của Hiệp hội Thúc đẩy Quyền Thổ dân Đài Loan zh | |

### Cờ đề xuất

#### Cộng hòa Trung Quốcbiên tập
| Lá cờ | Khoảng thời gian | Sử dụng                                                                                    | Sự miêu tả |
| ----- | ---------------- | ------------------------------------------------------------------------------------------ | ---------- |
|       | 1906             | Teo Eng Hock và vợ đề xuất 1 lá cờ THDQ                                                    |            |
|       | 1906             | Đề xuất 2 cho cờ ROC                                                                       |            |
|       | 1906             | Đề xuất 3 về cờ THDQ, sau này được thông qua làm cờ của Quân đội Trung Hoa Dân Quốc        |            |
|       | 1906             | Đề xuất 4 về cờ THDQ, sau này được lấy làm cờ của Đảng Trí Công Trung Quốc                 |            |
|       | 1906             | Đề xuất 5 về cờ THDQ, sau này được dùng làm cờ của nguyên soái trong chính quyền Bắc Dương |            |

#### Phong trào Độc lập Đài Loan
| Lá cờ | Khoảng thời gian | Sử dụng                                          | Sự miêu tả |
| ----- | ---------------- | ------------------------------------------------ | ---------- |
|       | 1955             | Đề xuất của Chính phủ lâm thời Cộng hòa Đài Loan |            |
|       | 1994             | Đề xuất của Donald Liu                           |            |
|       | 2005             | Đề xuất của chiến dịch Cộng hòa Đài Loan 908     |            |
|       | 2013             | Đề xuất của Đại hội Đài Loan Thế giới            |            |
|       | 2016             | "Đài Loan Formosa" của Chih-Hao Chen             |            |

### Cờ đường sắt
| Lá cờ | Khoảng thời gian | Sử dụng                                  | Sự miêu tả                                        |
| ----- | ---------------- | ---------------------------------------- | ------------------------------------------------- |
|       |                  | Cờ hiệu Đường sắt của Trung Hoa Dân Quốc | Cũng là cờ của Cục Đường sắt Đài Loan.            |
|       | 1919–1951        | Cờ hiệu đường sắt của Trung Quốc         | Được sử dụng ở Đài Loan từ năm 1947 đến năm 1951. |

### Cờ nhà
| Lá cờ | Khoảng thời gian | Sử dụng                                   | Sự miêu tả |
| ----- | ---------------- | ----------------------------------------- | ---------- |
|       | 1942–1972        | Cờ nhà của Tập đoàn Thương gia Trung Quốc |            |
|       | 1873–1942        | Cờ nhà của Tập đoàn Thương gia Trung Quốc |            |

### Cờ hiệp hội
| Lá cờ | Khoảng thời gian | Sử dụng                                          | Sự miêu tả |
| ----- | ---------------- | ------------------------------------------------ | ---------- |
|       | 1938–1947        | Lá cờ Ba Nguyên tắc của Đoàn Thanh niên Nhân dân |            |
|       | 1952–nay         | Cờ của Đoàn Thanh niên Trung Quốc                |            |
|       | 1937–nay         | Cờ của Hội Chữ Vạn Đỏ                            |            |
|       |                  | Cờ của Liên đoàn Thủy thủ Trung Quốc             |            |

### Lãnh chúa
| Lá cờ | Khoảng thời gian | Sử dụng                                                                    | Sự miêu tả                                                                   |
| ----- | ---------------- | -------------------------------------------------------------------------- | ---------------------------------------------------------------------------- |
|       | 1942–1944        | Cờ Tân Cương                                                               | Được chính quyền tỉnh Thịnh Thế Tài ở Tân Cương sử dụng cho đến năm 1944.    |
|       | 1933–1942        | Cờ Tân Cương                                                               | Được sử dụng bởi chính quyền tỉnh Sheng Shicai ở Tân Cương cho đến năm 1942. |
|       | 1929             | Lá cờ được quân của Zhang Xueliang sử dụng                                 | Bị lính Liên Xô bắt năm 1929 .                                               |
|       | 1911             | Lá cờ được lực lượng nổi dậy sử dụng trong Cách mạng Tân Hợi ở An Khánh    |                                                                              |
|       | 1911             | Lá cờ được lực lượng nổi dậy sử dụng trong Cách mạng Tân Hợi ở Trường Sa   |                                                                              |
|       | 1911             | Lá cờ được sử dụng bởi quân đội do Chen Jiongming chỉ huy                  |                                                                              |
|       | 1911             | Lá cờ được lực lượng nổi dậy sử dụng trong Cách mạng Tân Hợi ở Chiết Giang |                                                                              |
|       | 1911             | Cờ sau thắng lợi của cuộc khởi nghĩa Côn Minh                              |                                                                              |
|       | 1911             | Cờ được quân bảo hoàng nhà Thanh sử dụng trong Cách mạng Tân Hợi ở Cát Cửu |                                                                              |